# Gattières
Gattières (Occitaans: Gatièras; Italiaans (verouderd): Gattiera) is een gemeente in het Franse departement Alpes-Maritimes (regio Provence-Alpes-Côte d'Azur). De plaats maakt deel uit van het arrondissement Grasse. Gattières telde op 1 januari 2022 4.345 inwoners.

## Geografie
De oppervlakte van Gattières bedroeg op 1 januari 2022 10,03 vierkante kilometer; de bevolkingsdichtheid was toen 433,2 inwoners per km².
De onderstaande kaart toont de ligging van Gattières met de belangrijkste infrastructuur en aangrenzende gemeenten.

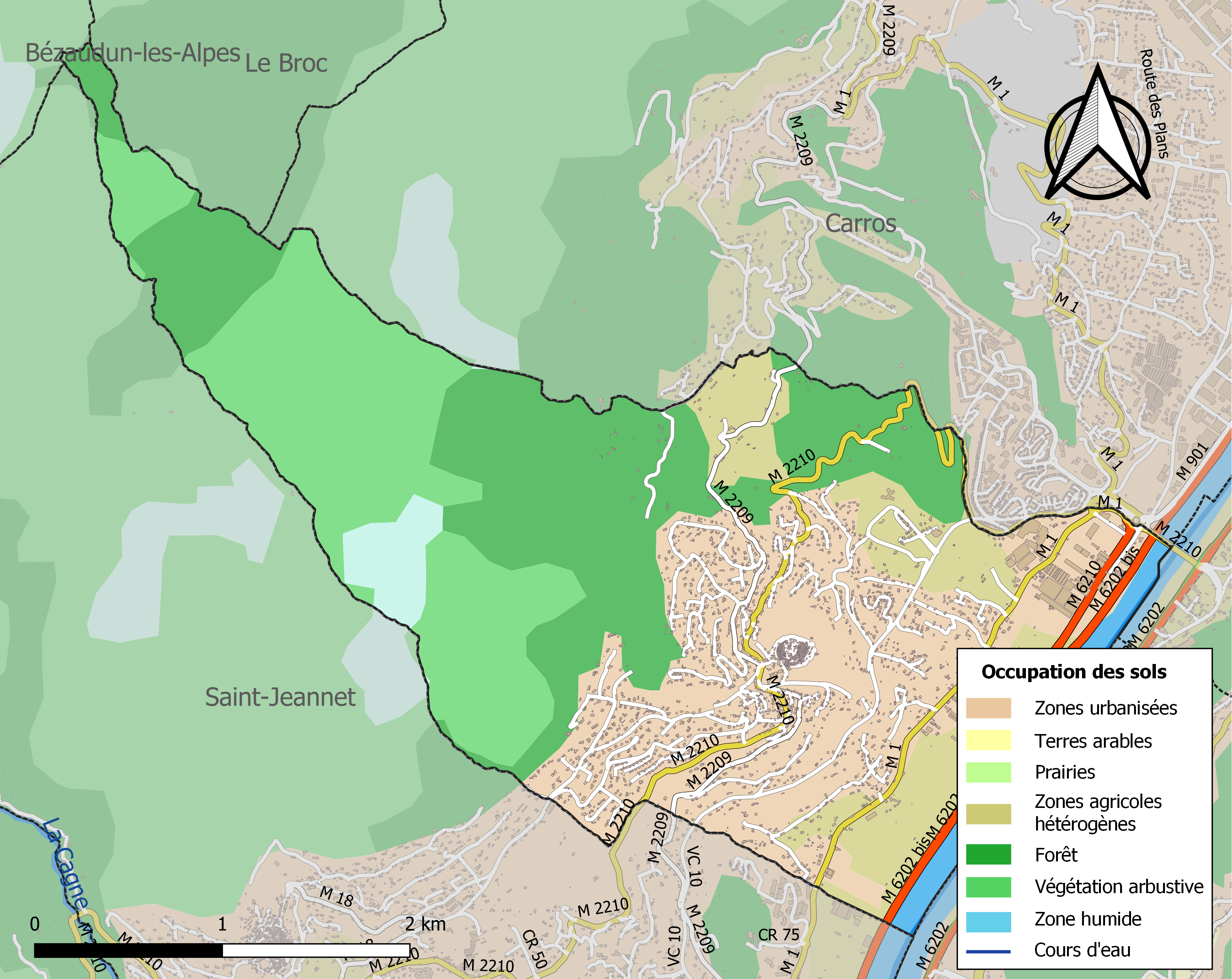

## Demografie
Onderstaande figuur toont het verloop van het inwonertal (bron: INSEE-tellingen).
Vanwege een beveiligingsprobleem met de MediaWiki Graph-software is het momenteel niet mogelijk deze grafiek weer te geven. Zodra de software is bijgewerkt zal de grafiek vanzelf weer zichtbaar worden.